# Saint-Andéol-le-Château
Saint-Andéol-le-Château ist eine Commune déléguée in der französischen Gemeinde Beauvallon mit 1.924 Einwohnern (Stand: 1. Januar 2022) im Département Rhône in der Region Auvergne-Rhône-Alpes. Die Einwohner werden Andéolais genannt.
Zum 1. Januar 2018 wurde Saint-Andéol-le-Château mit den Gemeinden Chassagny und Saint-Jean-de-Touslas zur neuen Gemeinde (Commune nouvelle) Beauvallon zusammengeschlossen. Sie hat seither den Status einer Commune déléguée. Die Gemeinde Saint-Andéol-le-Château gehörte zum Arrondissement Lyon und war Teil des Kantons Mornant (bis 2015: Kanton Givors).

## Geographie
Saint-Andéol-le-Château liegt etwa 22 Kilometer südsüdwestlich von Lyon. Umgeben wird Saint-Andéol-le-Château von den Ortschaften Mornant im Norden und Nordwesten, Chassagny im Nordosten, Givors im Osten, Saint-Romain-en-Gier im Süden und Südosten, Saint-Jean-de-Touslas im Westen und Südwesten sowie Chabanière mit der Commune deleguée Saint-Maurice-sur-Dargoire im Westen.
Saint-Andéol-le-Château gehört zum Weinbaugebiet Coteaux du Lyonnais.

## Bevölkerungsentwicklung
| Jahr                      | 1962 | 1968 | 1975 | 1982 | 1990  | 1999  | 2006  | 2013  |
| ------------------------- | ---- | ---- | ---- | ---- | ----- | ----- | ----- | ----- |
| Einwohner                 | 537  | 677  | 840  | 937  | 1.158 | 1.379 | 1.516 | 1.698 |
| Quelle: Cassini und INSEE |      |      |      |      |       |       |       |       |

## Sehenswürdigkeiten

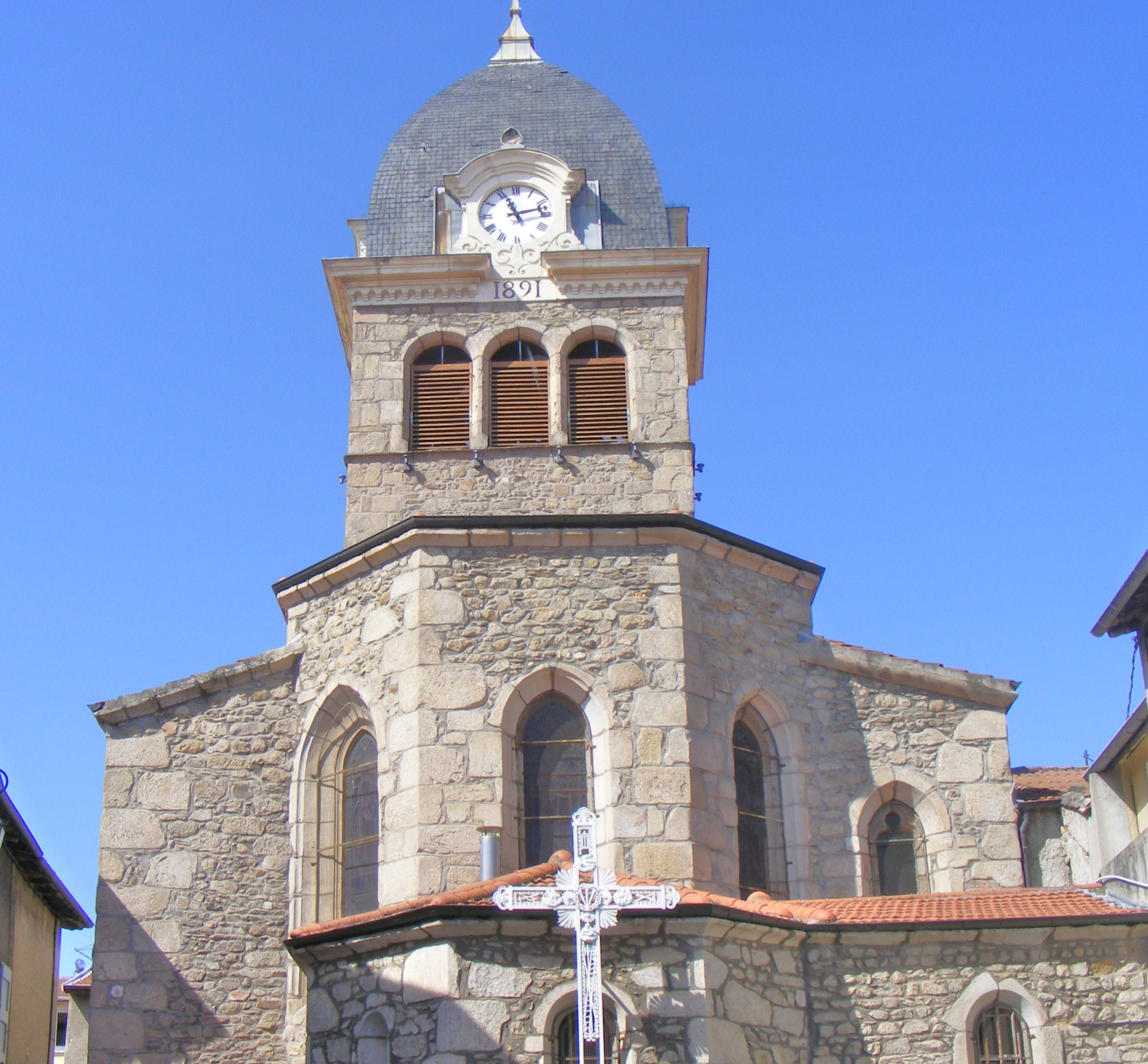
Kirche

- Kirche mit Chor aus dem 16. Jahrhundert, 1842 wieder errichtet
- Torturm und Reste des früheren Ortsbefestigung

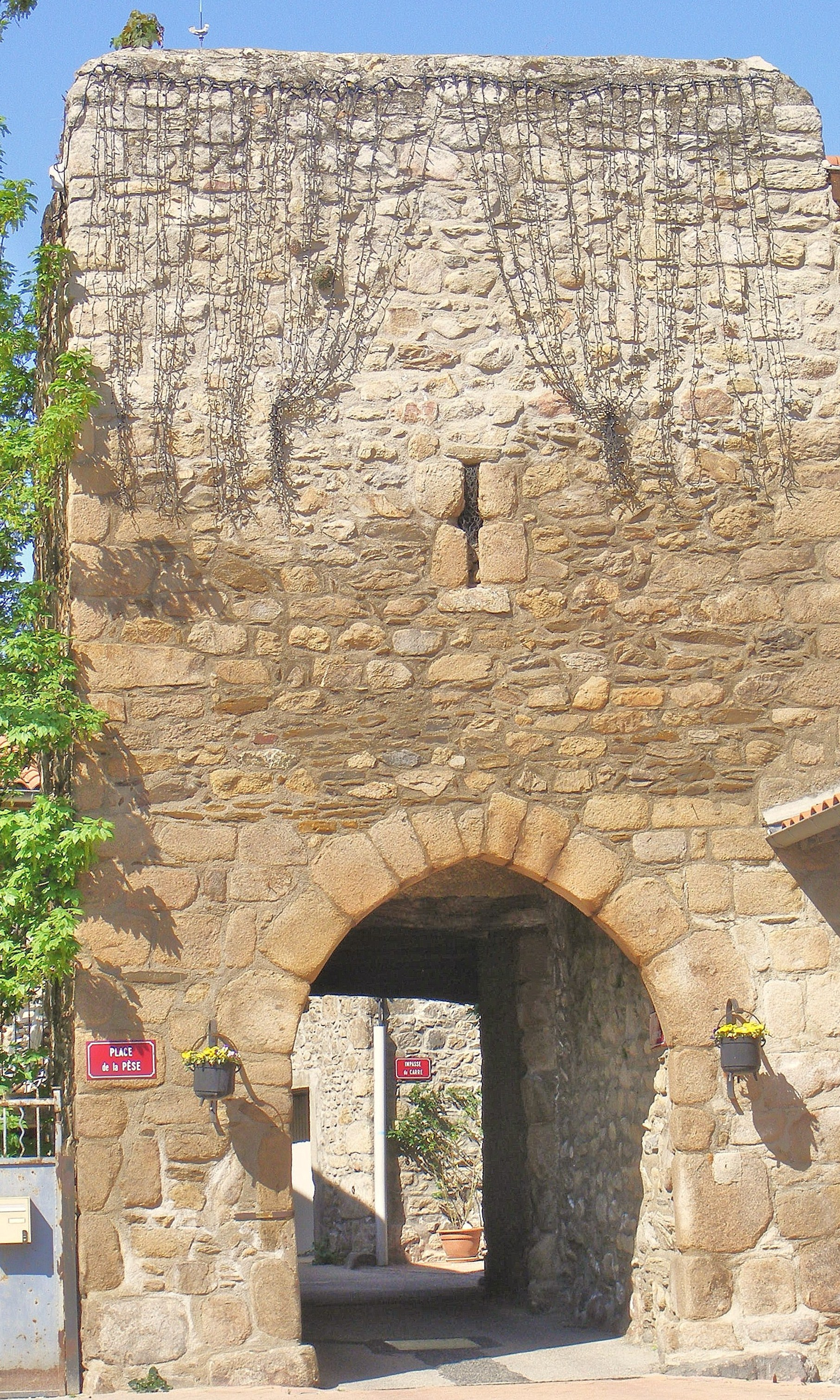
Torturm